# Dominic Desroches
Pour les articles homonymes, voir Desroches.
Dominic Desroches, né le 28 juin 1971 et mort le 17 janvier 2022, est un professeur québécois de philosophie au Collège Ahuntsic à Montréal. Il s'est d'abord intéressé à la pensée du philosophe danois Søren Kierkegaard (1813-1855). Son travail a porté sur Kierkegaard, la philosophie continentale du XVIIIe et du XIXe siècle et l'articulation entre la politique, l'éthique et la rhétorique. Il a entrepris à partir de 2009 un dialogue original sur le problème du temps politique avec Peter Sloterdijk et Daniel Innerarity en vue d'une climatologie politique, c’est-à-dire d'une étude politique appliquée prenant pour objet l’analyse du temps compris globalement comme horizon temporel, ambiance et climat.

## Formation
Après avoir complété des études de premier (1991-1994) et deuxième cycle (1995-1998) en philosophie à l'Université de Montréal, il rédige une thèse de doctorat sur la pensée éthique de Kierkegaard (2003), qui sera publiée par les Presses de l'Université Laval (2008). Il a reçu des bourses de l’Université de Montréal, en plus de bénéficier des bourses d'études de la Freie Universität Berlin (Allemagne) et de l’Albert-Ludwigs Universität de Freiburg im Breisgau (1998-1999). Boursier en éthique de l'IIREB, il a fait un stage d’études post-doctorales au Center for Etik og Ret à Copenhague, au Danemark (2004).

## Collaborations
Il a entre autres publié des articles dans Horizons philosophiques, L'Action nationale, Spirale, PhaenEx, Dialogue, Science et Esprit, Horizons sociologiques, Implications philosophiques, Le Portique et La vie des Idées. Il a participé au Bulletin de la Société de Philosophie du Québec et été membre du conseil de la revue Horizons philosophiques. Il est aujourd'hui membre du nouveau Centre d'éthique publique et gouvernance de l'Université Saint-Paul (Ottawa), du comité de lecture de la revue électronique PhaenEx - Journal of Existential and Phenomenological Theory and Culture, du réseau international Ambiances et collaborateur au Canada pour Sens Public - revue web internationale. Il est chroniqueur politique sur le site de Politicoglobe et a publié, à titre de collaborateur, une série d'articles critiques sur le Québec (Penser le Québec) sur le site Vigile.net.

## Publications
- 2011: (avec Daniel Innerarity) Penser le temps politique, Presses de l’Université Laval, Québec, 248 p.  (ISBN 978-2-7637-9058-9)
- 2011: « Gestión del riesgo y aceleración del tiempo », in La humanidad amenazada : gobernar los riesgos globales, editores D. Innerarity y Javier Solana, Paidós, Barcelona, 2011, 47-67.
- 2011: « Quand le discours politique devient climatologique - Réponse de Dominic Desroches à Daniel Innerarity », sur le site de Implications philosophiques, France.
- 2011: « La gouvernance globale confrontée au problème de la justice climatique », sur le site de Implications philosophiques, France.
- 2011: « L’homme comme designer d’atmosphère - Sloterdijk et la critique des milieux métaphysiques », Transverse, France.
- 2010: « La gestion du risque social confrontée au problème de l’accélération du temps - De l’inattendu au climat d’urgence et au temps panique », sur le site de Orkestra - Basque Institute of  competitiveness, Espagne.
- 2010: « La place du marché et la mondialisation - Discussion entre Daniel Innerarity et Dominic Desroches », sur le site de Sens Public - Revue internationale, France.
- 2009: « Une éthique de l'étrange », sur le site de Sens Public - Revue internationale, France.
- 2009: « Sur la proximité de Dieu », sur le site de Espacestemps.net, Suisse.
- 2009: « La politique du temps », sur le site de La vie des Idées, France.
- 2009: « Est-il possible de dire l'éthique de la proximité ? Contribution au dossier Kierkegaard-Levinas », sur le site de Phaen Ex - Journal of existential and phenomenological theory and culture, Windsor, Canada, Vol 4, N° 1.
- 2008: Expressions éthiques de l'intériorité. Éthique et distance dans la pensée de Kierkegaard / Préface d'André Clair, Presses de l'Université Laval, Québec, 367 p.  (ISBN 978-2-7637-8625-4).
- 2006: « The Exception as Reinforcement of the ethical Norm : the Figures of Abraham and Job in Kierkegaard's ethical Thought », in Existentialist Thinkers and Ethics, C. Daigle Ed., Queens/ Mc Gill University Press, Montréal / Kingston, Canada, 24-36.
- 2006 : « Esthétique, musique et langage. Retour sur la réception critique de Kierkegaard par T.W. Adorno », in Horizons philosophiques, Collège Édouard-Montpetit, Longueuil, Québec, Vol. 16, N° 2, 21-38.

## Note
1. ↑  Avis de décès de la Corporation des thanatologues du Québec.